# Lưu Văn Lang
Lưu Văn Lang (1880- 1969) là kỹ sư người bản xứ đầu tiên của Việt Nam và toàn cõi Đông Dương. Ông là một nhà trí thức yêu nước nổi tiếng ở miền Nam nửa đầu thế kỷ 20.

## Người kỹ sư đầu tiên của Đông Dương thuộc địa
Ông sinh ngày 5 tháng 6 năm 1880 tại làng Tân Phú Đông, hạt Sa Đéc, về sau đổi thành tỉnh Sa Đéc (nay thuộc xã Tân Phú Đông, thành phố Sa Đéc, tỉnh Đồng Tháp) trong một gia đình nghèo làm nghề thủ công phục vụ cho nông nghiệp nhưng có truyền thống hiếu học.
Thân sinh ông là cụ Lưu Văn Cúng, vốn là một người xuất thân Nho học. Vì vậy, ngay từ nhỏ, ông đã được học chữ Nho. Đến năm lên 10, ông bắt đầu học tiếng Pháp và chữ Quốc ngữ. Vốn có tư chất thông minh lại chăm chỉ, ông nhanh chóng trở thành một học sinh xuất sắc và giành được suất học bổng đặc cách vào học trường Chasseloup-Laubat tại Sài Gòn. Năm 17 tuổi, ông thi đậu tú tài 2 của Pháp với số điểm xuất sắc, do đó nhận được học bổng sang Pháp học tại trường École Centrale de Paris (thời đó gọi là trường Bá Nghệ trung ương Pháp quốc) - nơi đào tạo kỹ sư lớn nhất tại Pháp thời bấy giờ. Năm 1904, ông tốt nghiệp loại ưu bằng Kỹ sư Bá nghệ (Ingénieur des Arts et Manufactures de L’École centrale de Paris), xếp hạng 8/250 sinh viên, trở thành kỹ sư đầu tiên ở Đông Dương là người bản xứ.

## Bác vật Lang - người trí thức đất Nam Bộ
Sau khi tốt nghiệp, ông trở về nước và được nhà cầm quyền Pháp trọng dụng, cử ngay sang Vân Nam (Trung Quốc) để tham gia thiết kế và xây dựng tuyến đường sắt nối liền Đông Dương và Vân Nam.
Năm 1909, sau khi tuyến đường sắt hoàn thành, người Pháp đưa ông về Sài Gòn làm việc trong Sở Công chánh Đông Dương, giữ nhiều chức vụ quan trọng ở Sở Công chánh, thường xuống Bạc Liêu theo dõi các công trình xây dựng. Ông không chỉ được người dân đương thời Nam Bộ kính trọng và gọi là "quan Bác vật Lang" mà còn được các kỹ sư Pháp kính nể.
Năm 1929, ông cùng với hai người Việt đứng ra sáng lập Việt Nam Ngân hàng tại Sài Gòn và giữ chức Chủ tịch. Ngoài ra, ông còn tham gia thành lập Hội Khai Trí Việt Đức ở Hà Nội và hội SAMIPIC ở Sài Gòn, giúp nhiều sinh viên nghèo học giỏi được đi du học và trở thành nhà trí thức quan trọng. Từ năm 1943-1944, ông tích cực truyền bá chữ quốc ngữ tại Sài Gòn và các tỉnh.

## Sau năm 1945
Sau khi Nhật đảo chính Pháp tại Đông Dương ngày 9 tháng 3 năm 1945, ông được vua Bảo Đại mời ra tham gia nội các Trần Trọng Kim để giữ chức bộ trưởng Công Chánh nhưng ông đã từ chối.
Sau khi người Pháp tái chiếm Nam Bộ, ông được mời tham gia Hội đồng tư vấn Nam Kỳ của chính phủ Nam Kỳ quốc do bác sĩ Nguyễn Văn Thinh đứng đầu. Kỹ sư Lưu Văn Lang đã trả lời thẳng thắn: "Je suis trop vieux pour servir de valet!" (Tôi đã quá già để làm đầy tớ!!)
Tháng 5 năm 1947, ông đã ký tên đầu tiên vào bản Tuyên ngôn của 400 trí thức (gồm những bác sĩ, kỹ sư, giáo sư, luật sư...) có cả Tỉnh trưởng Albert Tình và quan tòa Trần Văn Tỷ) đòi "Chính phủ phải chấm dứt chiến tranh và thương lượng với Chính phủ Cụ Hồ Chí Minh".
Năm 1948, ông được chính phủ kháng chiến mời làm cố vấn Hội trưởng Hội Liên Việt Sài Gòn-Chợ Lớn vừa được thành lập.
Tháng 6 năm 1949, một lần nữa ông cùng hàng trăm tri thức Sài Gòn ký tên vào bảng tuyên ngôn đòi Pháp phải thương thuyết với Hồ Chí Minh để chấm dứt chiến tranh.
Ngày 12 tháng 1 năm 1950, ông là một trong những người dẫn đầu đoàn biểu tình trong đám tang học sinh Trần Văn Ơn tại Sài Gòn.
Sau Hiệp định Genève năm 1954, ông tham gia sáng lập phong trào Hòa Bình đòi thì hành Hiệp định, tổng tuyển cử thống nhất đất nước, được cử làm chủ tịch danh dự. Tháng 11 năm 1954, chính quyền Ngô Đình Diệm đã bắt giam ông cùng một số trí thức lãnh đạo phong trào nhưng một thời gian ngắn sau đó được thả ra.
Tháng 7 năm 1955, một lần nữa ông cùng Phong trào Hòa bình kêu gọi thi hành tổng tuyển cử. Phong trào bị đàn áp mãnh liệt, nhiều trí thức bị bắt giam, giáo sư Nguyễn Thị Diệu bị ám sát, phong trào bị chính quyền giải tán. Kỹ sư Lưu Văn Lang tuy không bị bắt giam, nhưng bị chính quyền quản thúc chặt chẽ cho đến năm 1958.
Thời gian sau đó cho đến tận cuối đời, tuy không trực tiếp tham gia các hoạt động chính trị nữa, nhưng kỹ sư Lưu Văn Lang vẫn có những liên hệ bí mật với Ban Trí vận Trung ương Cục miền Nam.
Ông qua đời tại Sài Gòn ngày 3 tháng 6 năm 1969, thọ 88 tuổi. Sinh thời, ông được đánh giá là một nhân tài của Việt Nam, nhà trí thức tiêu biểu cho nghĩa khí người Nam Bộ.
Ngày 14 tháng 8 năm 1975, Ủy ban quân quản Sài Gòn đã đổi tên đường Tạ Thu Thâu bên hông chợ Bến Thành thành Lưu Văn Lang (nay thuộc Quận 1, Thành phố Hồ Chí Minh).
Ngày này, tại thành phố Sa Đéc, Đồng Tháp cũng có một ngôi trường, một con đường mang tên ông.

## Giai thoại cuộc đời
Đương thời, Cụ Lưu Văn Lang nổi tiếng giỏi nghề và rất đức độ nên được sự kính nể của các người Pháp lẫn người Việt. Đặc biệt, người Nam Bộ bấy giờ thường đồn đại nhiều giai thoại về "Bác vật Lang" hiểu thấu nhiều bí mật về "Thiên cơ", chẳng hạn như vùng đất nào sẽ sụp lở, chiếc cầu sắt nào sẽ hư và núi nào sẽ nứt...
Một giai thoại nổi tiếng đầu thế kỷ 20 tại Bạc Liêu, khi cầu Long Thạnh (do một kỹ sư Pháp chủ trì) xây dựng sắp xong, ông lấy gậy gõ vào thành cầu rồi khẳng định với kỹ sư Pháp rằng một tháng nữa cầu sẽ sập. Viên kỹ sư Pháp hết sức phẫn nộ nhưng rồi vô cùng bái phục bởi cây cầu sập đúng thời gian như ông nói. Từ đó cầu Long Thạnh được gọi là cầu Sập. Do việc này, viên tỉnh trưởng Bạc Liêu thời đó rất khâm phục nên đối đãi với ông rất hậu hĩ. Để đáp lại tình cảm đó, ông xây tặng viên tỉnh trưởng một chiếc đồng hồ mặt trời ngay trong dinh tỉnh trưởng Bạc Liêu (nay là Trung tâm Giáo dục thường xuyên tỉnh Bạc Liêu, số 84 Hai Bà Trưng, thành phố Bạc Liêu, tỉnh Bạc Liêu).
Chiếc đồng hồ này xây bằng gạch tàu và xi măng cao khoảng 1m, rộng 0,8m, mặt quay về phía Bắc ở trước sân dinh tỉnh trưởng. Đồng hồ gồm 3 phần: Phần giữa hình chữ nhật đứng, nhô ra phía trước; hai mặt hai bên xây hình vuông bằng gạch tàu, mỗi mặt khắc 6 chữ số La Mã theo hình vòng cung, biểu thị số giờ. Ánh nắng chiếu xuống phần hình chữ nhật tạo ra vệt sáng tối. Con số nào nằm giữa hai vệt này là số giờ lúc ấy.
Một giai thoại khác về Hang Bác vật Lang tại núi Cấm (An Giang). Khi người Pháp thám sát các hang núi Cấm, họ đã đưa Bác vật Lang lên núi Cấm và thòng dây thả ông xuống để thám sát lòng hang này. Trong hang rất tối, lạnh lẽo, thiếu dưỡng khí nên mọi thứ đèn đuốc đều khó cháy sáng. Sau gần một ngày xem xét ở dưới đó, ông trở lên mặt đất và từ đó ông không nói một lời nào… Từ đó, người địa phương gọi tên hang theo tên ông.

## Câu nói nổi tiếng
- "Je suis trop vieux pour servir de valet!" (Tôi đã quá già để làm tay sai!)